# Sahara (canción de Slash)
«Sahara» es el primer sencillo del álbum Slash, primer trabajo en solitario de Slash, guitarrista de Guns N' Roses.

## Historia
"Sahara" salió a la venta el 11 de noviembre de 2009 exclusivamente en el mercado japonés. La canción epónima es interpretada por el cantante Kōshi Inaba.
El bonus track del sencillo es una versión de "Paradise City" cantada por Fergie (Black Eyed Peas) y Cypress Hill.
La cancíón "Sahara" tan solo estará disponible en la versión japonesa del álbum Slash.
El 11 de noviembre, Slash anunció por Twitter que tanto "Sahara" como la nueva versión de "Paradise City" se podían escuchar en YouTube.
El 14 de diciembre de 2009, Slash anunció por Twitter que la letra de "Sahara", inicialmente en japonés, estaba siendo grabada en inglés por Koshi Inaba. Alcanzó el número 6 en el Japan Hot 100.
"Sahara" ha sido designado como "Mejor Single del Año" en Japón. Es la primera vez en veinte años que un artista internacional gana ese galardón.

## Créditos

### "Sahara"
- Slash - guitarras
- Kōshi Inaba - cantante
- Chris Chaney - bajo
- Josh Freese - batería y percusiones

### "Paradise City"
- Slash - guitarras
- Fergie - cantante
- Cypress Hill - cantantes
- Chris Chaney - bajo
- Josh Freese - batería y percusiones